# NGC 6384
NGC 6384 est une galaxie spirale barrée (intermédiaire ?) située dans la constellation d'Ophiuchus. Sa vitesse par rapport au fond diffus cosmologique est de 1 627 ± 3 km/s, ce qui correspond à une distance de Hubble de 24,0 ± 1,7 Mpc (∼78,3 millions d'al). NGC 6384 a été découverte par l'astronome allemand Albert Marth en 1863.
La classe de luminosité de NGC 6384 est II-III et elle présente une large raie HI. Elle renferme également des régions d'hydrogène ionisé (HII). De plus, c'est une galaxie LINER, c'est-à-dire une galaxie dont le noyau présente un spectre d'émission caractérisé par de larges raies d'atomes faiblement ionisés.
Selon la base de données Simbad, NGC 6384 est une galaxie candidate au titre de galaxie active.
À ce jour, 23 mesures non basées sur le décalage vers le rouge (redshift) donnent une distance de 21,230 ± 5,651 Mpc (∼69,2 millions d'al), ce qui est à l'intérieur des valeurs de la distance de Hubble.

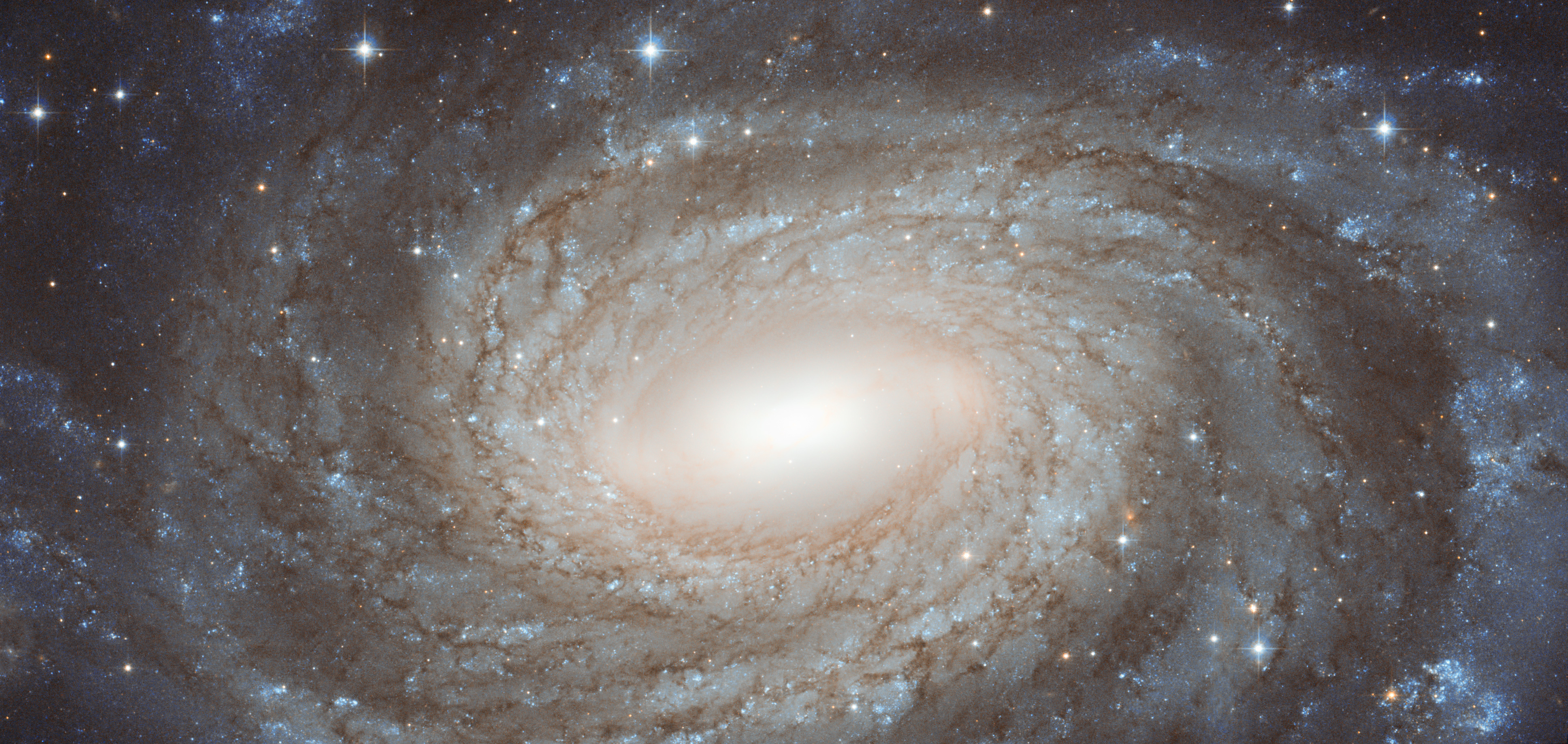
NGC 6384 (détail) par le télescope spatial Hubble.

## Morphologie
NGC 6384 a été utilisée par Gérard de Vaucouleurs comme exemple d'une galaxie de type morphologique SAB(r)bc dans son atlas des galaxies. La base de données NASA/IPAC préconise la même classification. Cependant, une barre est clairement visible sur les images captée par le télescope spatial Hubble et par le relevé SDSS.
Eskridge, Frogel et Pogge ont publié un article en 2002 décrivant la morphologie de 205 galaxies spirales rapprochées. Les observations ont été réalisées dans la bande H de l'infrarouge et dans la bande B (le bleu). Selon Eskridge et ses collègues, NGC 6097 est une galaxie spirale de type SBbc. En son centre se trouve un bulbe très elliptique et une courte barre proéminente. Les surfaces d'égale luminosité du buble présentent une torsion claire, mais petite, qui fait en sorte que les isophotes de l'extérieur du renflement sont alignés avec le grand axe de la barre. Le système barre et bulbe est intégré dans une lentille avec un motif spiral floculant qui émerge de la lentille. Un grand nombre de grumeaux lisses sans aucune trace de nœuds ou de poussière sont visibles

## Supernova
Deux supernovas ont été observées dans NGC 6384: SN 1971L et SN 2017drh.

### SN 1971L
Cette supernova a été découverte le 24 juin 1971 juin par l'astronome amateur Logan. D'une magnitude apparente de 12,8 au moment de sa découverte, elle était de type I,. Selon la base de données Simbad, cette supernova était de type Ia.

### SN 2017drh
Une deuxième supernova, SN 2017drh, a été découverte dans NGC 6384 le 3 mai 2017 par les astronomes S. Valenti, David.J.Sand et Leonardo Tartaglia. D'une magnitude apparente de 17,9 au moment de sa découverte, elle était de type la.

## Galerie

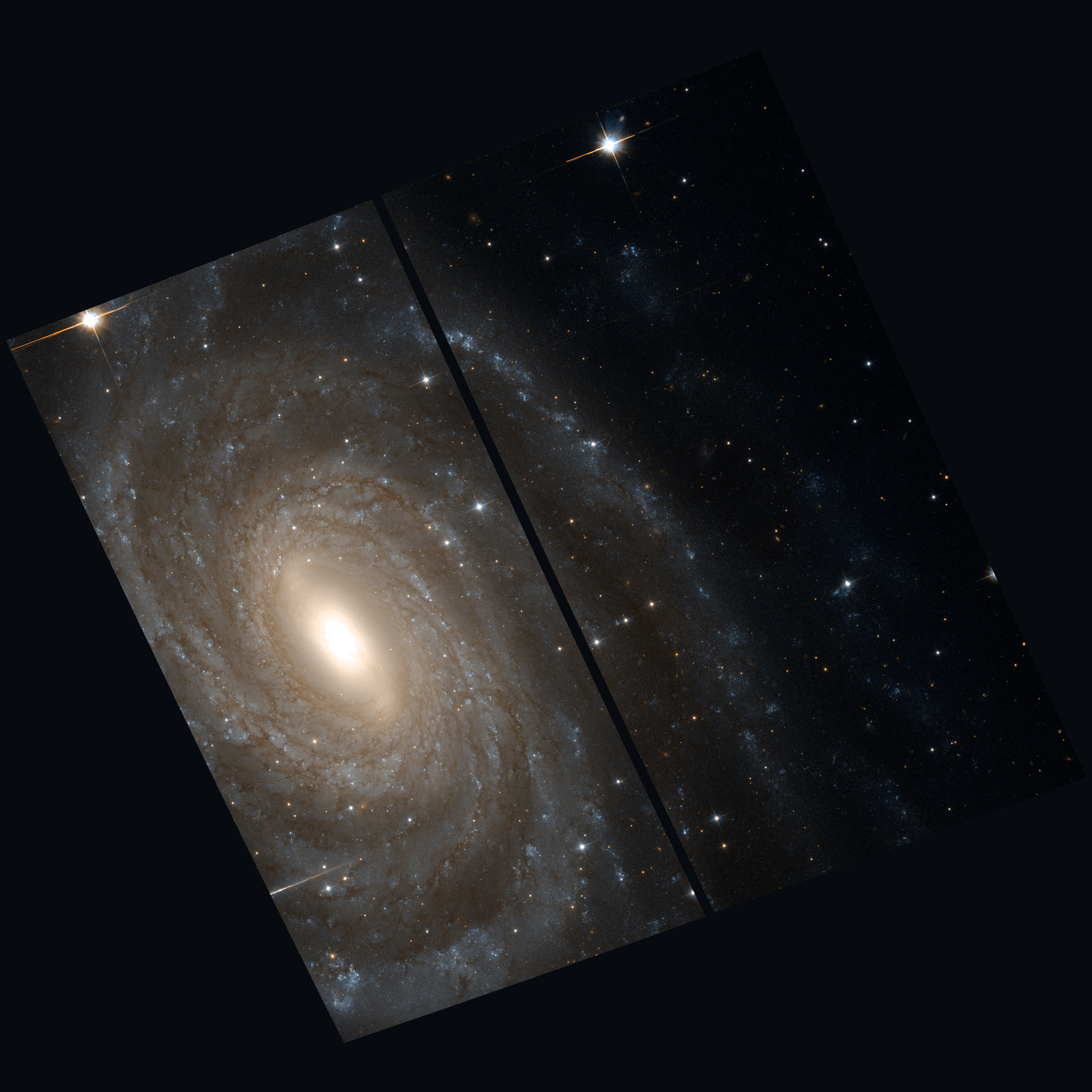
Autre version de NGC 6384 par le télescope spatial Hubble.
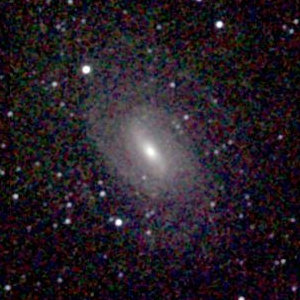
NGC 6384 par le relevé astronomique 2MASS.
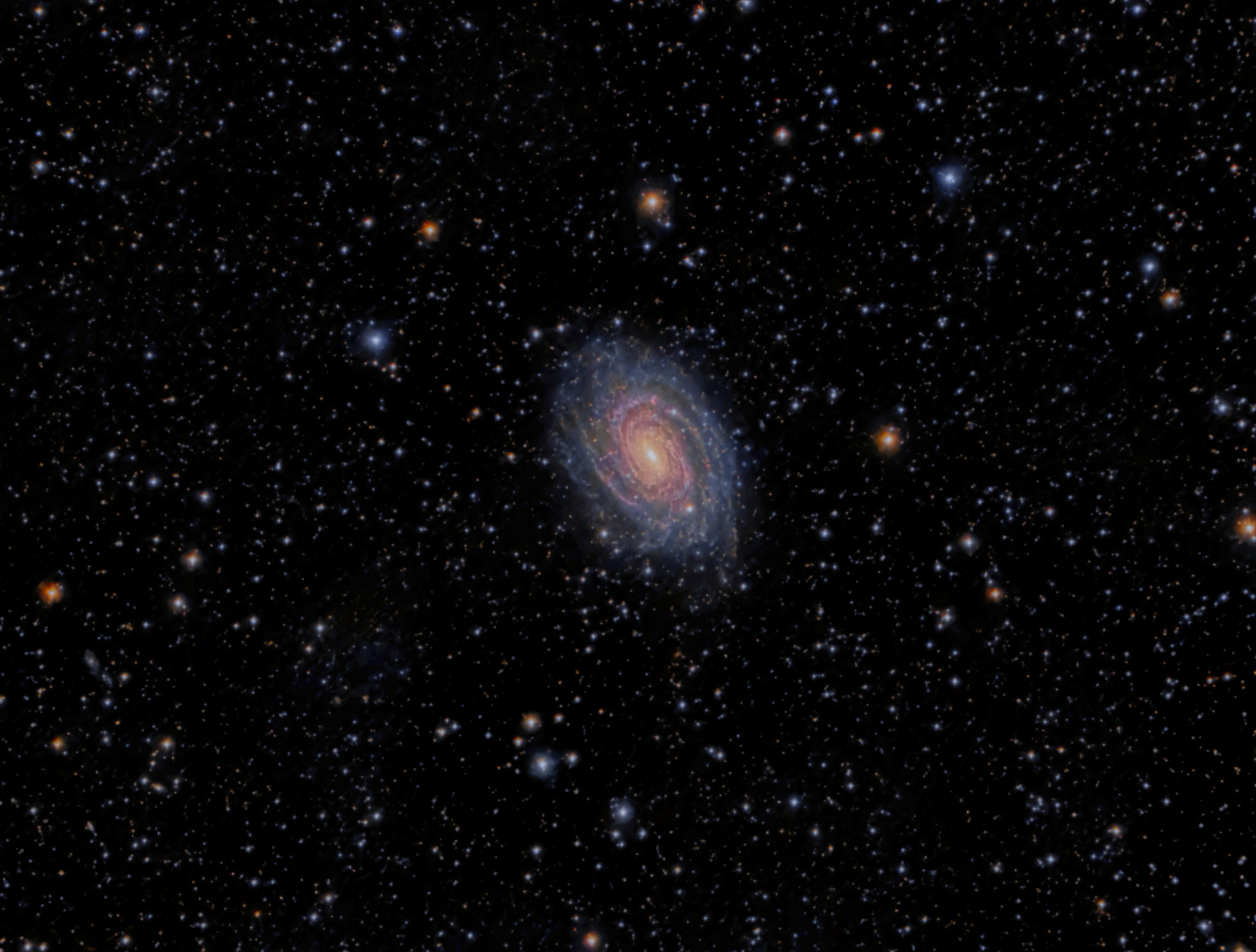
NGC 6384 imagée par un astronome amateur.